# 六號鎮區 (堪薩斯州摩里斯縣)
六號鎮區（英語：Township 6）為美國堪薩斯州摩里斯縣轄下的鎮區。2010年美国人口普查中該鎮區人口有102人。

## 地理
六號鎮區涵蓋總面積為78.26平方（30.22平方英里），其中78.16平方（30.18平方英里）為陸地，0.12平方（0.046平方英里）或0.16%為水域。海拔高度448（1,470英尺）。

## 人口統計
根據2010年美國人口普查，六號鎮區人口有102人，住房50戶，人口密度為1.3人/每平方公里。此鎮區居民之種族中，白人有102人，非裔美國人有0人，美洲原住民有0人，亞裔美國人有0人，太平洋島裔美國人有0人，其他種族有0人，混血種族則有0人。此外此鎮區有0人為西班牙裔或拉丁裔美國人。

## 交通

### 主要公路
- 77號美國國道
- 4號堪薩斯州州道